# Министерство экономики и финансов Республики Узбекистан
Министерство экономики и финансов Республики Узбекистан (МинЭкономФин Узбекистана) является центральным исполнительным органом Республики Узбекистан осуществляющим руководство и межотраслевую координацию в финансовой сфере Республики Узбекистан.

## Задачи министерства
- Подсчет финансового баланса Республики.
- Обеспечение бюджета государства.
- Усовершенствование налоговой системы .
- Расширение финансовой базы Республики Каракалпакстан.
- Разделение финансов на более приоритетные направления.
- Обеспечение сельско-хозяйственной отрасли.
- Контроль за рациональным использованием средств.
- Формирование совместно с Центральным банком Республики Узбекистан (Центральный банк) единого курса валюты.
- Контроль за пенсионной деятельностью.
- Контроля за деятельностью страховых организаций.
- Качественное выполнение возложенных задач.

## Организации при министерстве
1. Внебюджетный Пенсионный фонд
2. Республиканский дорожный фонд
3. Фонд развития материально-технической базы высших образовательных учреждений
4. Фонд реконструкции, капитального ремонта и оснащения образовательных и медицинских учреждений
5. Республиканский целевой книжный фонд
6. Фонд государственной поддержки технического обеспечения сельского хозяйства
7. Фонд мелиорации орошаемых земель
8. Учебный центры
9. Информационно-вычислительный центр
10. Научно-производственное объединение.

## Министры
| № | Имя, фамилия        | Дата начало    | Дата окончания  |
| - | ------------------- | -------------- | --------------- |
| 1 | Эркин Бокибоев      | 1991           | 1994            |
| 2 | Бахтияр Хамидов     | 1994           | 1998            |
| 3 | Рустам Азимов       | 8 ноября 1998  | 11 февраля 2000 |
| 4 | Мамаризо Нурмуратов | 2000           | 2004            |
| 5 | Саидахмад Рахимов   | 2004           | 2005            |
| 6 | Рустам Азимов       | 22 ноября 2005 | декабрь 2016    |
| 7 | Ботир Ходжаев       | 2016           | 2017            |
| 8 | Джамшид Кучкаров    | 2017           | 2020            |
| 9 | Тимур Ишметов       | 2020           |                 |